# Porricondyla fuscostriata
Porricondyla fuscostriata är en tvåvingeart som beskrevs av Panelius 1965. Porricondyla fuscostriata ingår i släktet Porricondyla och familjen gallmyggor. Inga underarter finns listade i Catalogue of Life.